# Um Ramo para Luíza
Um Ramo para Luíza è un film del 1965 diretto da J.B. Tanko.

## Trama
Paulo è un giornalista donnaiolo che ha una relazione con una ricca donna sposata ma nello stesso tempo inizia una nuova relazione con Luíza, una giovane squillo di cui è cliente.